# Incilius periglenes
Espèce
Synonymes
- Bufo periglenes Savage, 1967

Statut de conservation UICN

 EX  : Éteint
Statut CITES
Incilius periglenes est une espèce éteinte d'amphibiens de la famille des Bufonidae. En français, elle est nommée crapaud doré ou crapaud de Monteverde.
Elle est classée par l'UICN comme espèce éteinte depuis 2001. Pas un seul spécimen de crapaud doré n'a été aperçu depuis 1989. L'extinction du crapaud doré est citée comme partie du déclin des populations d'amphibiens, dont il est devenu l'emblème.

## Répartition et habitat
Cette espèce était endémique du Costa Rica,. Elle se rencontrait dans la cordillère de Tilarán de 1 500 à 1 620 m d'altitude dans la forêt de nuage de Monteverde, une zone de 10 km2
Son habitat était caractérisé par une saison sèche et une saison des pluies. Les températures annuelles vont de 12 à 18 °C, et les précipitations s'élèvent à 4 000 mm/an. 
Le réchauffement climatique est une des causes avancées pour expliquer sa disparition,.

## Description
Adulte, les mâles mesurent de 41 à 48 mm et les femelles de 47 à 54 mm.
De couleur jaune orangé phosphorescent, ils se distinguaient de la plupart des crapauds par leur peau brillante et luisante. Son découvreur, Jay Savage, était si surpris quand ils les a vus pour la première fois, qu'il n'en croyait pas ses yeux ; il est cité disant : « je dois avouer que ma  réaction quand je les ai vus pour la première fois était un mélange d'incrédulité et de soupçon, comme si quelqu'un les avait trempés dans de la peinture émaillée ». La femelle de l'espèce était légèrement plus grande que le mâle, et son aspect était assez différent. Au lieu d'être brillantes, les femelles étaient de couleur vert olive ou noires avec des taches écarlates entourées de jaune.

## Reproduction
Nous savons peu de choses concernant le comportement des crapauds dorés. On pense qu'ils vivaient sous terre, puisqu'ils n'étaient pas visibles durant la majeure partie de l'année. En revanche, leur présence était plus évidente durant leur période d'accouplement, qui durait quelques semaines. Durant cette courte période en avril, après la saison sèche, quand la forêt devient plus humide, les mâles se réunissaient dans des mares en grand nombre dans l'attente de femelles. L'activité reproductrice durait environ une semaine. Les mâles se disputaient entre eux pour s'accoupler jusqu'à la fin de la saison de reproduction, à la suite de laquelle les crapauds retournaient à leurs tanières. Les œufs étaient laissés dans des mares temporaires, dans des sacs, avec une moyenne de 228 œufs. Les œufs se transformaient en têtards deux mois après la ponte.
En 1987, l'écologiste et herpétologiste américaine Martha L. Crump a eu la chance de pouvoir observer les rituels d'appariement de ces crapauds. Dans son livre In Search of the Golden Frog (« À la recherche de la grenouille dorée » (sic)), elle le décrivit comme la vision la plus incroyable qu'elle ait jamais eue, et dit qu'ils étaient semblables à « des statues, des joyaux éblouissants sur le sol de la forêt ». En avril 1987, Crump nota dans son journal, qu'elle avait compté 133 crapauds qui s'étaient accouplés dans un « bassin de la taille d'une cuisine ». Cinq jours plus tard, Crump témoigna de l'assèchement des mares de la zone. Phénomène qu'elle expliqua par les effets d'El Niño, « laissant les œufs desséchés couverts de moisissures ». Les crapauds essayèrent de s'accoupler de nouveau en mai. Sur 43 500 œufs que Crump a trouvés, seuls 29 têtards survécurent à la sécheresse que connut le sol de la forêt.

## Extinction
- 1966 : découverte de l'espèce.
- 1987 : population d'environ 1 500 individus.
- 1988 : population d'environ 11 individus.
- 1989 : un seul individu.
- 1990 : aucun individu.

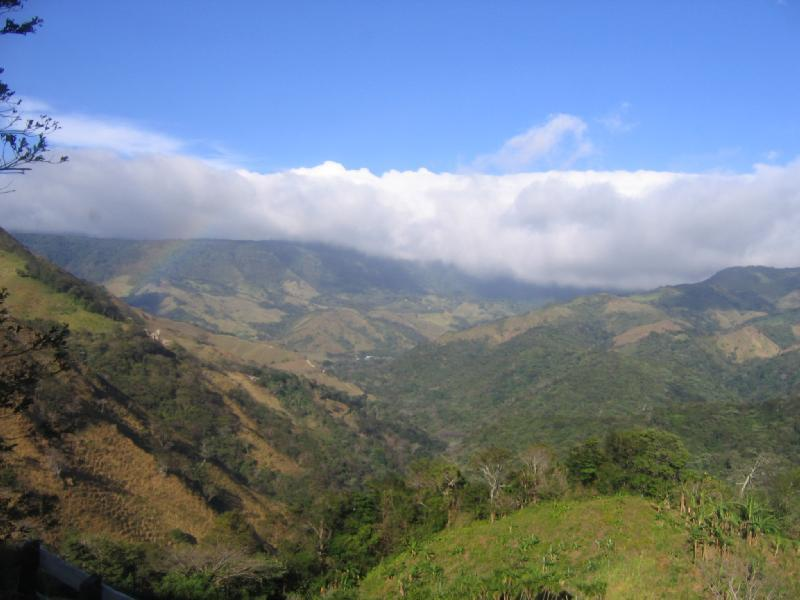
Habitat du crapaud doré dans la réserve de la forêt de nuages de Monteverde pendant la saison sèche.

Jay Mathers Savage a découvert le crapaud doré en 1966. Entre 1966 et juillet 1987, plus de 1 500 crapauds adultes ont été aperçus. Seuls 10 ou 11 ont été vus en 1988, dont un par Crump, et aucun autre n'a été aperçu depuis le 15 mai 1989, quand Crump identifia le même mâle solitaire qu'elle avait vu l'année précédente. Durant la période entre sa découverte et sa disparition, le crapaud doré apparaissait fréquemment sur les affiches qui faisaient la promotion de la biodiversité au Costa Rica. Un crapaud doré aurait été signalé dans les montagnes du Guatemala près de Chichicastenango.  Mais ce signalement anecdotique n'a pas été confirmé. De plus, il existe des espèces comparables au crapaud doré dans la même zone de son habitat au Costa Rica comme c'est le cas de Incilius holdridgei.
Jusqu'à la fin de l'année 1994, cinq ans après le dernier signalement, les chercheurs espéraient encore que le crapaud doré eût survécu dans des refuges souterrains, comme d'autres espèces de crapauds chez lesquels le cycle de vie est supérieur à douze ans. En 2004, l'UICN lista l'espèce comme éteinte, après une évaluation impliquant Savage, l'herpétologiste qui avait découvert l'espèce 38 ans auparavant. L'annonce de l'UICN reposait sur l'absence de signalement depuis 1989 et le manque de résultats positifs concernant la recherche extensive qui avait été menée à son terme depuis.
Tim Flannery décrit l'extinction du crapaud doré comme la première extinction au Costa Rica due au réchauffement global, mais ce dernier n'est pas la seule explication concernant l'extinction du crapaud doré. Jennifer Neville, de la Northern Ohio Association of Herpetologists, passe en revue les différentes hypothèses qui pourraient expliquer la disparition du crapaud dans son article The Case of the Golden Toad : Weather Patterns Lead to Decline. Neville arrive à la conclusion que l'hypothèse du courant El Niño est la plus probable, en fonction des données disponibles. L'UICN donne un certain nombre de raisons possibles dans sa description des dernières menaces de l'espèce, parmi elles : l'aire limitée de l'habitat du crapaud doré, le réchauffement global, des maladies comme la chytridiomycose et la pollution de l'air. Neville mentionne également d’autres possibles facteurs qui ont contribué à l'extinction du crapaud comme l'augmentation du rayonnement UV-B, des champignons ou des parasites et un pH acide.

## Publications originales de l'écrivain
- Savage, 1967 « 1966 » : An extraordinary new toad from Costa Rica. Revista de Biología Tropical, vol. 14, p. 153–167 (texte intégral).